# Д’Орс, Эухенио
Эухенио д’Орс, Эужени д’Орс (исп.  Eugenio d'Ors, кат. Eugeni d'Ors i Rovira, 28 сентября 1881, Барселона — 25 сентября 1954, Виланова-и-ла-Жельтру) — испанский (каталонский) философ, писатель, журналист, литературный и художественный критик, основатель и лидер каталонского новесентизма (кат. Noucentisme) — движения за подъем каталонского искусства и культуры на уровень мировых. Писал на каталанском и испанском языках.

## Биография
Учился праву и философии в Барселонском университете. Был завсегдатаем кафе «Четыре кота», где часто бывал Пикассо и близкие к нему художники. В 1906—1910 работал корреспондентом каталонской газеты в Париже.
Слушал лекции Бергсона, заинтересовался философией прагматизма (Ч.Пирс, У.Джеймс). Участвовал в III Международном философском конгрессе в Гейдельберге (1908), VI психологическом конгрессе в Женеве (1909), выступал с философскими лекциями в Барселоне. В 1914 пытался защитить диссертацию по философии пространства и времени в Мадриде (защита провалилась, единственный голос в поддержку подал Хосе Ортега-и-Гассет).
Директор Института каталонских исследований (с 1911), возглавил отдел высшего образования в Педагогическом совете Содружества Каталония (1914), оставил этот пост в том же году, разойдясь во взглядах с руководством (по политическим воззрениям д’Орс в то время был близок к анархо-синдикализму). Против д’Орса выступило большинство Генеральной ассамблеи Содружества, его общественная и политическая карьера в Каталонии была прервана.

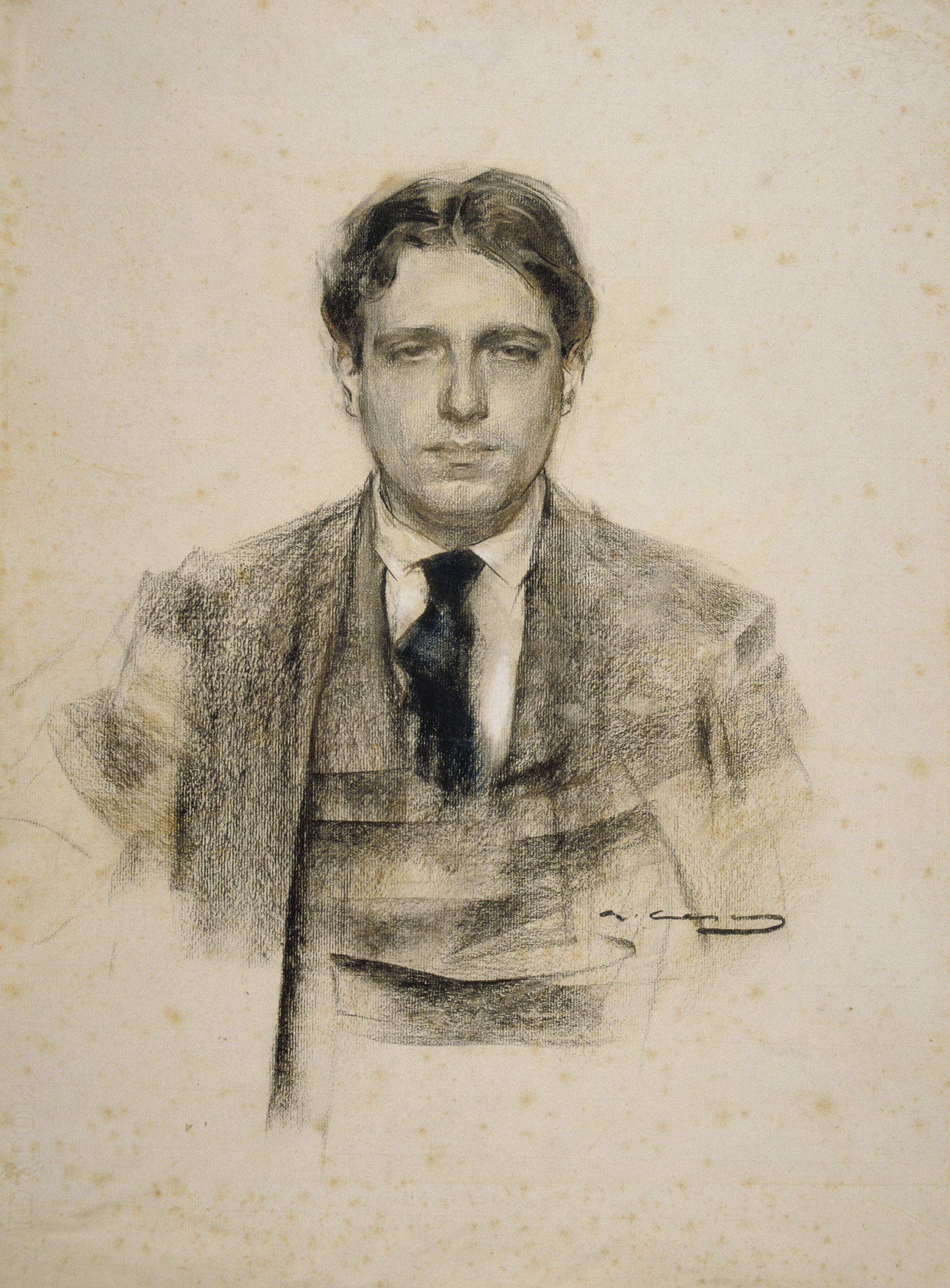
Портрет работы Рамона Касаса

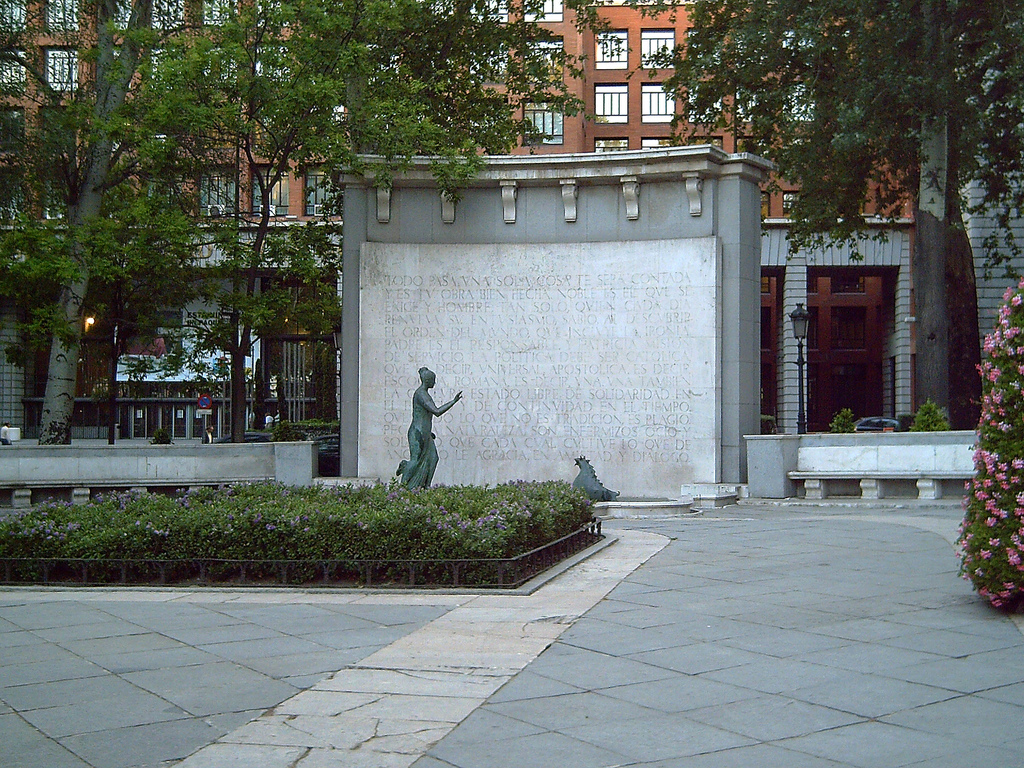
Памятник писателю, Пасео дель Прадо, Мадрид

В 1920 д’Орс переехал в Мадрид, с этого времени писал только на испанском языке. В 1921 выступал с лекциями в Аргентине. Был избран членом академии испанского языка (1927). С 1927 до 1936 жил в Париже, где его застала начавшаяся гражданская война. Трое его сыновей воевали на стороне Франко. Присоединился к Испанской фаланге, был назначен министром изящных искусств во франкистском правительстве в Бургосе. После победы франкизма придерживался официальной линии. Основал Институт Испании (1938). Стал крупнейшим интеллектуалом франкистского режима, формировал и проводил его культурную политику.

## Творчество
В юности был близок к испанскому модернизму, но отошёл от него, основав новесентизм. В периодике печатался под различными псевдонимами, самый известный из которых — Ксений (кат.  Xènius). Прославился прежде всего философской эссеистикой, в которой развивал жанр так называемых «глосс» — краткого свободного комментария в газете или журнале на любые актуальные темы. Автор монографий о барокко, творчестве Гойи, Сезанна, Пикассо. Выступал также как художник-график (под псевдонимом). Многое из гигантского наследия д’Орса, включая его литературные сочинения (стихи, проза, драмы), было опубликовано после смерти автора.
Книги писателя переведены на английский, французский, итальянский, чешский языки.

## Избранные произведения
- Oceanografía de Xènius: estudios críticos en torno a Eugenio d’Ors/ Carlos X. Ardavín, ed. Kassel: Reichenberger, 2006